# Adelomyrmex hirsutus
Adelomyrmex hirsutus é uma espécie de formiga do gênero Adelomyrmex, pertencente à subfamília Myrmicinae.